# تقاضای مشروط عوامل
در  علم اقتصاد تقاضای مشروط عوامل (انگلیسی: Conditional factor demands)  مجموعه‌ای از توابع است که تقاضای بهینه یا کمینه‌کنندۀ هزینه را برای هریک از داده‌ها  بر حسب ستاندۀ انتظاری از آنها و قیمت داده‌ها بیان می‌کند.